# Departamento de Paraguarí
Paraguarí es el noveno de los diecisiete departamentos que, junto con Asunción, Distrito Capital, forman una parte del Paraguay. Su capital es la homónima Paraguarí y su ciudad más poblada, Carapeguá. Está ubicado en el centro de la región oriental del país, limitando al norte con Cordillera, al noreste con Caaguazú, al este con Guairá y Caazapá, al sur con Misiones y al oeste con Ñeembucú y Central. Con 8705 km² es el cuarto departamento menos extenso —por delante de Cordillera, Guairá y Central; y con 199 430 habitantes en 2022 es el octavo departamento más poblado.

## Historia
El territorio que ocupa este departamento está situado en un valle llamado antiguamente “Yarigua’a” que constituía parte del territorio de la acción misionera de los sacerdotes jesuitas en la época de la colonización.
En la zona se encontraban asentados numerosos pueblos, cuyos habitantes contaban con el adoctrinamiento de sacerdotes y capellanes que se encargaban de dirigir las actividades agrícolas y ganaderas.
Parte del territorio estaba ocupado también por los misioneros dominicos que tenían a su cargo el pueblo “Tavapy” con población negra.
A fines del siglo XVI, los misioneros franciscanos fundaron la ciudad de Yaguarón con población indígena guaraní.
El desarrollo de la población se consolidó recién en el siglo XVII y las poblaciones civiles tomaron forma en el siglo XVIII. 

Así se sucedieron las fundaciones de las que hoy forman parte de este departamento. En 1725 se fundó la ciudad de Carapeguá, en el año 1733 se fundó Quiindy, en 1766 tuvo lugar la fundación de Ybycuí, en 1769, Pirayú, en 1775 se fundó la actual capital del departamento: Paraguarí. Sigue la lista de las sucesivas fundaciones, en el año 1776 se fundó Quyquyhó, las ciudades de Ybytymí y Akahay en el año 1783 y en 1787 se fundó Caapucú.

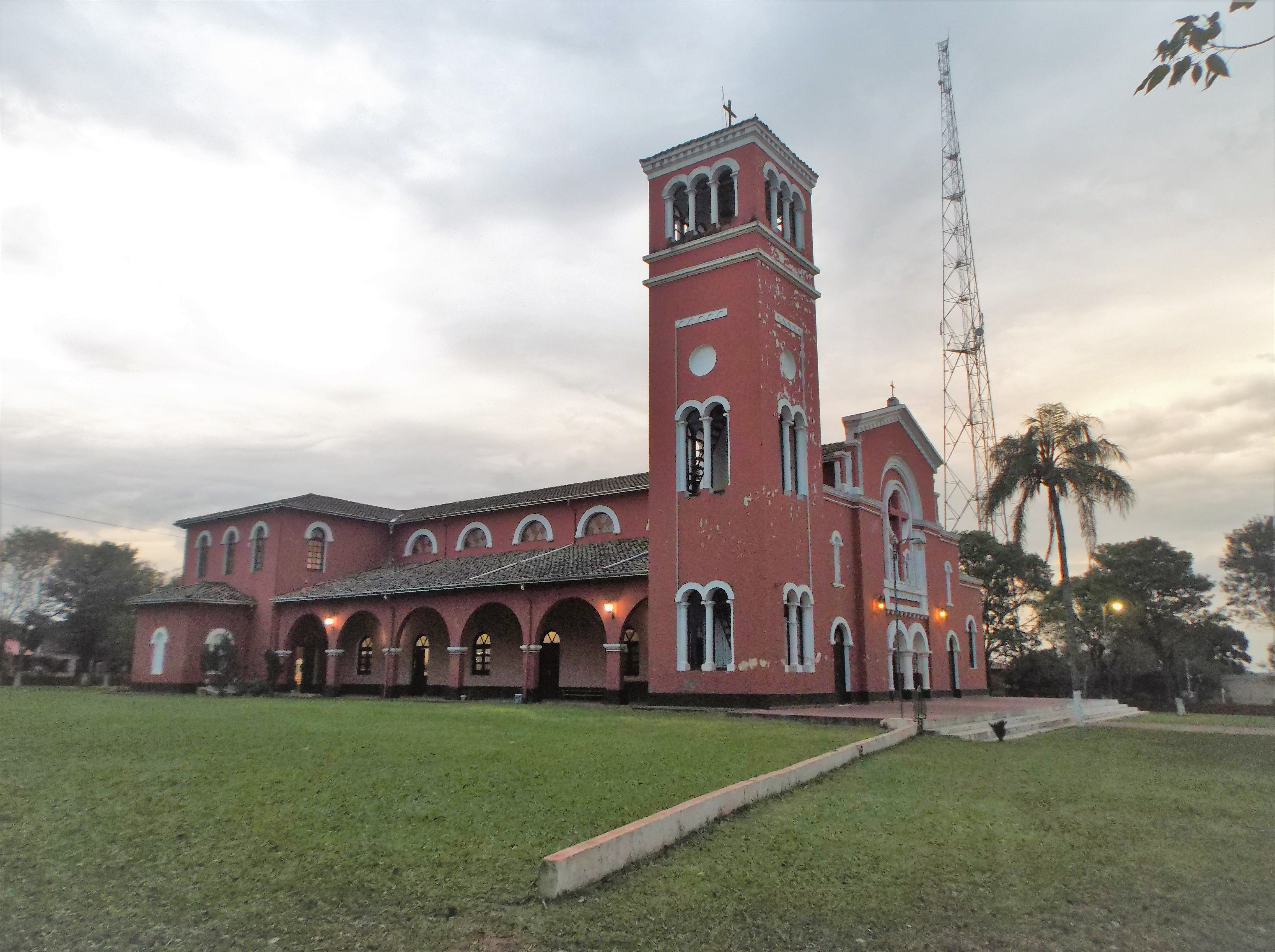
Iglesia de San José, en Ybycuí.

Durante el gobierno de Don Carlos Antonio López este territorio se vio beneficiado con la inauguración del ferrocarril en el año 1854. Una vez finalizada la Guerra de la Triple Alianza, las vías llegaron hasta Villarrica, lo cual generó la fundación de nuevas ciudades como Cerro León, Escobar, Sapucái y Caballero.
Con el tiempo se formaron dos líneas de poblaciones, las que estaban al borde de la ruta y las que estaban bordeando las vías del ferrocarril. Esta situación contribuyó a que en 1906 se formaran dos departamentos distintos, por un lado el departamento de Quiindy con las ciudades ruteras y el de Paraguarí que estaba constituido por las ciudades de Carapeguá, Tavapy, Caballero, Escobar, Yaguarón, Pirayú, Ypacarai e Itauguá, estos dos últimos pertenecientes en la actualidad al departamento Central.

En 1945 la división política se modificó definitivamente quedando establecido el IX departamento de Paraguarí como es actualmente.

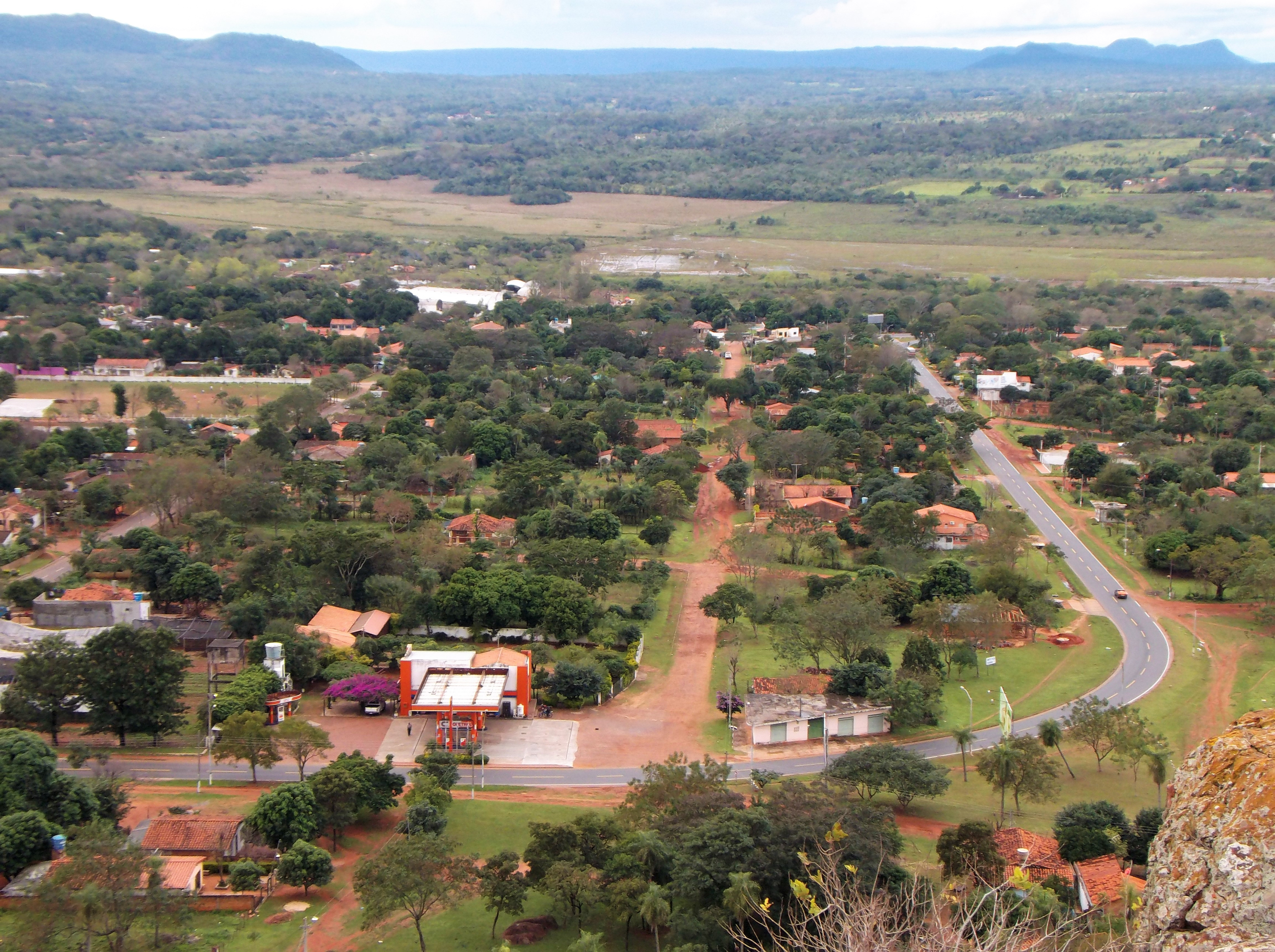
Panorámica de la ciudad de Yaguarón (la más poblada del departamento de Paraguarí), desde el cerro Yaguarón.

## Geografía

### Orografía

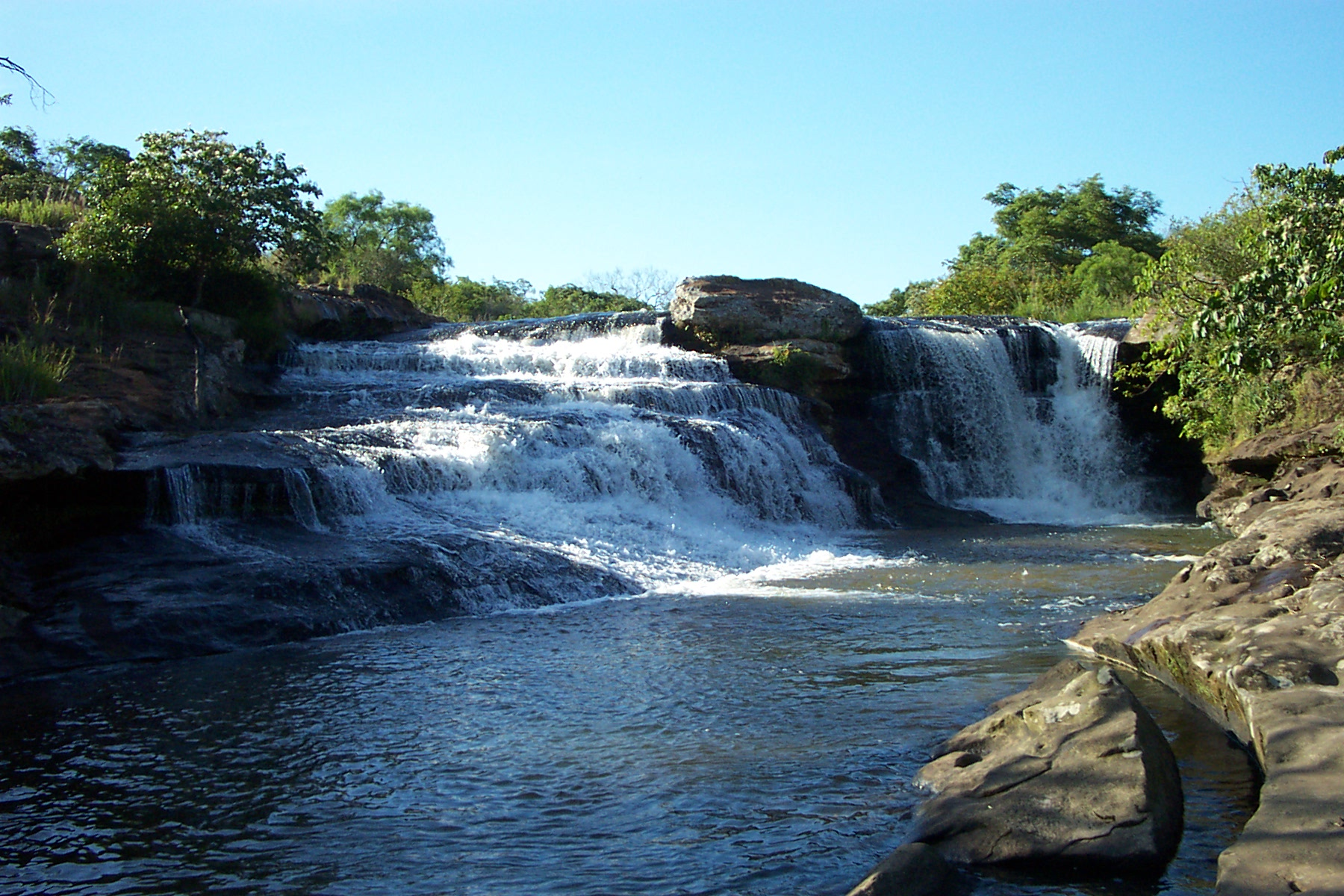
Salto Piraretá

Paraguarí cuenta con una rica variedad de tierras en su paisaje, elevadas al norte y constituida por cerros que son desprendimientos de la cordillera de Altos. Hacia la zona del centro y suroeste posee tierras onduladas y planas con extensos valles cubiertos de pastizales buenos para la ganadería.
En este departamento se encuentran los cerros Mbatovi, Caré, Chalá, Peró e Ybycuí. También tiene cerros de menor altura como los de Pirayú, Azcurra, Verá, León, Paraguarí y Jhú.

### Hidrografía
Los afluentes de río Tebicuary desembocan en Paraguarí, así los ríos Tebicuarymí, Negro y el arroyo Mbuyapey bañan sus costas.
Otra vertiente ubicada en esta zona es la del lago Ypoá y la laguna verá, que conforman los arroyos Ca’añabé, Aguaí’y.

## Demografía
| Población Histórica del Departamento de Paraguarí | Población Histórica del Departamento de Paraguarí | Población Histórica del Departamento de Paraguarí |
| Año                                               | Habitantes                                        | Fuente                                            |
| ------------------------------------------------- | ------------------------------------------------- | ------------------------------------------------- |
| 1950                                              | 159 161                                           | Censo paraguayo de 1950                           |
| 1962                                              | 203 012                                           | Censo paraguayo de 1962                           |
| 1972                                              | 211 977                                           | Censo paraguayo de 1972                           |
| 1982                                              | 204 399                                           | Censo paraguayo de 1982                           |
| 1992                                              | 208 527                                           | Censo paraguayo de 1992                           |
| 2002                                              | 221 932                                           | Censo paraguayo de 2002                           |
| 2012                                              | 248 461                                           | Censo paraguayo de 2012                           |
| 2022                                              | 199 430                                           | Censo paraguayo de 2022                           |

## División administrativa

### Distritos
El departamento está dividido en 18 distritos: 

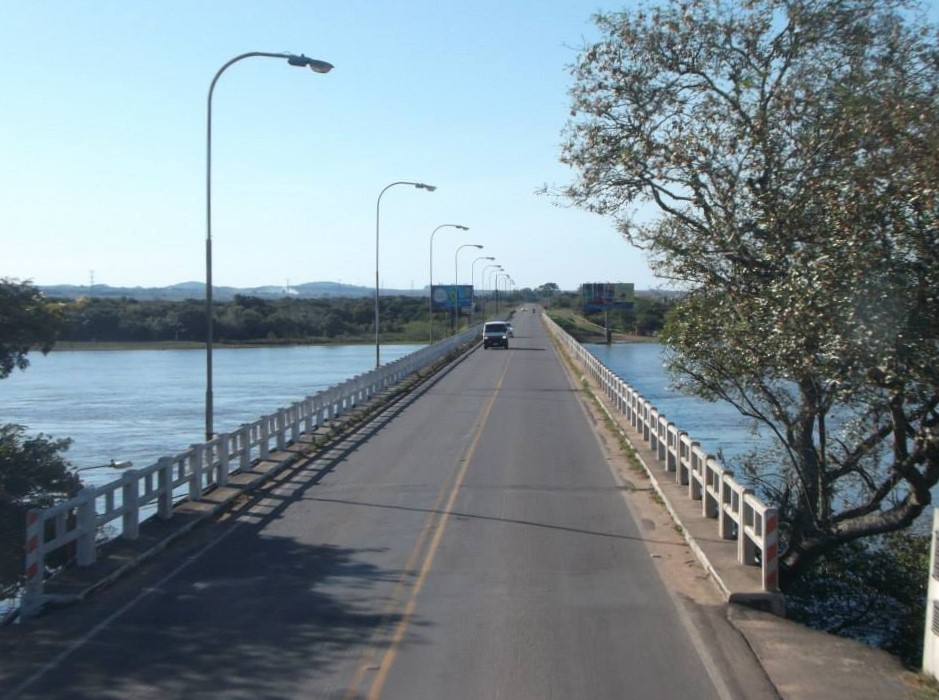
Puente de la Ruta Nacional 1 sobre el río Tebicuary, en el límite de los departamentos de Paraguarí y Misiones.

| N.º | Distrito                         | km²  | Población (2017) | La Colmena Sapucaí Gral. Caballero Ybytymí Tebicuary-mí Quiindy Acahay Caapucú Carapeguá San Roque G. Quyquyhó Mbuyapey Ybycuí Yaguarón Paraguarí Escobar Pirayú |
| --- | -------------------------------- | ---- | ---------------- | --- |
| 1   | Acahay                           | 403  | 16 624           | La Colmena Sapucaí Gral. Caballero Ybytymí Tebicuary-mí Quiindy Acahay Caapucú Carapeguá San Roque G. Quyquyhó Mbuyapey Ybycuí Yaguarón Paraguarí Escobar Pirayú |
| 2   | Caapucú                          | 2301 | 20141            | La Colmena Sapucaí Gral. Caballero Ybytymí Tebicuary-mí Quiindy Acahay Caapucú Carapeguá San Roque G. Quyquyhó Mbuyapey Ybycuí Yaguarón Paraguarí Escobar Pirayú |
| 3   | Carapeguá                        | 442  | 36 118           | La Colmena Sapucaí Gral. Caballero Ybytymí Tebicuary-mí Quiindy Acahay Caapucú Carapeguá San Roque G. Quyquyhó Mbuyapey Ybycuí Yaguarón Paraguarí Escobar Pirayú |
| 4   | Escobar                          | 364  | 8 675            | La Colmena Sapucaí Gral. Caballero Ybytymí Tebicuary-mí Quiindy Acahay Caapucú Carapeguá San Roque G. Quyquyhó Mbuyapey Ybycuí Yaguarón Paraguarí Escobar Pirayú |
| 5   | General Bernardino Caballero     | 169  | 7 250            | La Colmena Sapucaí Gral. Caballero Ybytymí Tebicuary-mí Quiindy Acahay Caapucú Carapeguá San Roque G. Quyquyhó Mbuyapey Ybycuí Yaguarón Paraguarí Escobar Pirayú |
| 6   | La Colmena                       | 117  | 5 804            | La Colmena Sapucaí Gral. Caballero Ybytymí Tebicuary-mí Quiindy Acahay Caapucú Carapeguá San Roque G. Quyquyhó Mbuyapey Ybycuí Yaguarón Paraguarí Escobar Pirayú |
| 7   | María Antonia                    | 312  | 5 382            | La Colmena Sapucaí Gral. Caballero Ybytymí Tebicuary-mí Quiindy Acahay Caapucú Carapeguá San Roque G. Quyquyhó Mbuyapey Ybycuí Yaguarón Paraguarí Escobar Pirayú |
| 8   | Mbuyapey                         | 793  | 14 560           | La Colmena Sapucaí Gral. Caballero Ybytymí Tebicuary-mí Quiindy Acahay Caapucú Carapeguá San Roque G. Quyquyhó Mbuyapey Ybycuí Yaguarón Paraguarí Escobar Pirayú |
| 9   | Paraguarí                        | 273  | 24 058           | La Colmena Sapucaí Gral. Caballero Ybytymí Tebicuary-mí Quiindy Acahay Caapucú Carapeguá San Roque G. Quyquyhó Mbuyapey Ybycuí Yaguarón Paraguarí Escobar Pirayú |
| 10  | Pirayú                           | 143  | 17 727           | La Colmena Sapucaí Gral. Caballero Ybytymí Tebicuary-mí Quiindy Acahay Caapucú Carapeguá San Roque G. Quyquyhó Mbuyapey Ybycuí Yaguarón Paraguarí Escobar Pirayú |
| 11  | Quiindy                          | 897  | 21 356           | La Colmena Sapucaí Gral. Caballero Ybytymí Tebicuary-mí Quiindy Acahay Caapucú Carapeguá San Roque G. Quyquyhó Mbuyapey Ybycuí Yaguarón Paraguarí Escobar Pirayú |
| 12  | Quyquyhó                         | 624  | 7 495            | La Colmena Sapucaí Gral. Caballero Ybytymí Tebicuary-mí Quiindy Acahay Caapucú Carapeguá San Roque G. Quyquyhó Mbuyapey Ybycuí Yaguarón Paraguarí Escobar Pirayú |
| 13  | San Roque González de Santa Cruz | 299  | 12 226           | La Colmena Sapucaí Gral. Caballero Ybytymí Tebicuary-mí Quiindy Acahay Caapucú Carapeguá San Roque G. Quyquyhó Mbuyapey Ybycuí Yaguarón Paraguarí Escobar Pirayú |
| 14  | Sapucai                          | 338  | 6 788            | La Colmena Sapucaí Gral. Caballero Ybytymí Tebicuary-mí Quiindy Acahay Caapucú Carapeguá San Roque G. Quyquyhó Mbuyapey Ybycuí Yaguarón Paraguarí Escobar Pirayú |
| 15  | Tebicuarymí                      | 130  | 4 570            | La Colmena Sapucaí Gral. Caballero Ybytymí Tebicuary-mí Quiindy Acahay Caapucú Carapeguá San Roque G. Quyquyhó Mbuyapey Ybycuí Yaguarón Paraguarí Escobar Pirayú |
| 16  | Yaguarón                         | 195  | 31 443           | La Colmena Sapucaí Gral. Caballero Ybytymí Tebicuary-mí Quiindy Acahay Caapucú Carapeguá San Roque G. Quyquyhó Mbuyapey Ybycuí Yaguarón Paraguarí Escobar Pirayú |
| 17  | Ybycuí                           | 702  | 24 780           | La Colmena Sapucaí Gral. Caballero Ybytymí Tebicuary-mí Quiindy Acahay Caapucú Carapeguá San Roque G. Quyquyhó Mbuyapey Ybycuí Yaguarón Paraguarí Escobar Pirayú |
| 18  | Ybytymí                          | 312  | 7 400            | La Colmena Sapucaí Gral. Caballero Ybytymí Tebicuary-mí Quiindy Acahay Caapucú Carapeguá San Roque G. Quyquyhó Mbuyapey Ybycuí Yaguarón Paraguarí Escobar Pirayú |

## Ubicación
Paraguarí está situado en el suroeste de la región Oriental, entre los paralelos 25º 25’ y 26º y 30’ de latitud sur y entre los meridianos 56º 35’ y 57º 40’ de longitud oeste.
Limita al norte con los departamentos de Cordillera y Caaguazú.
Al sur, con el departamento de Misiones.
Al este limita con los departamentos de Guairá y Caazapá.
Al oeste, con los departamentos Central y Ñeembucú.

## Clima

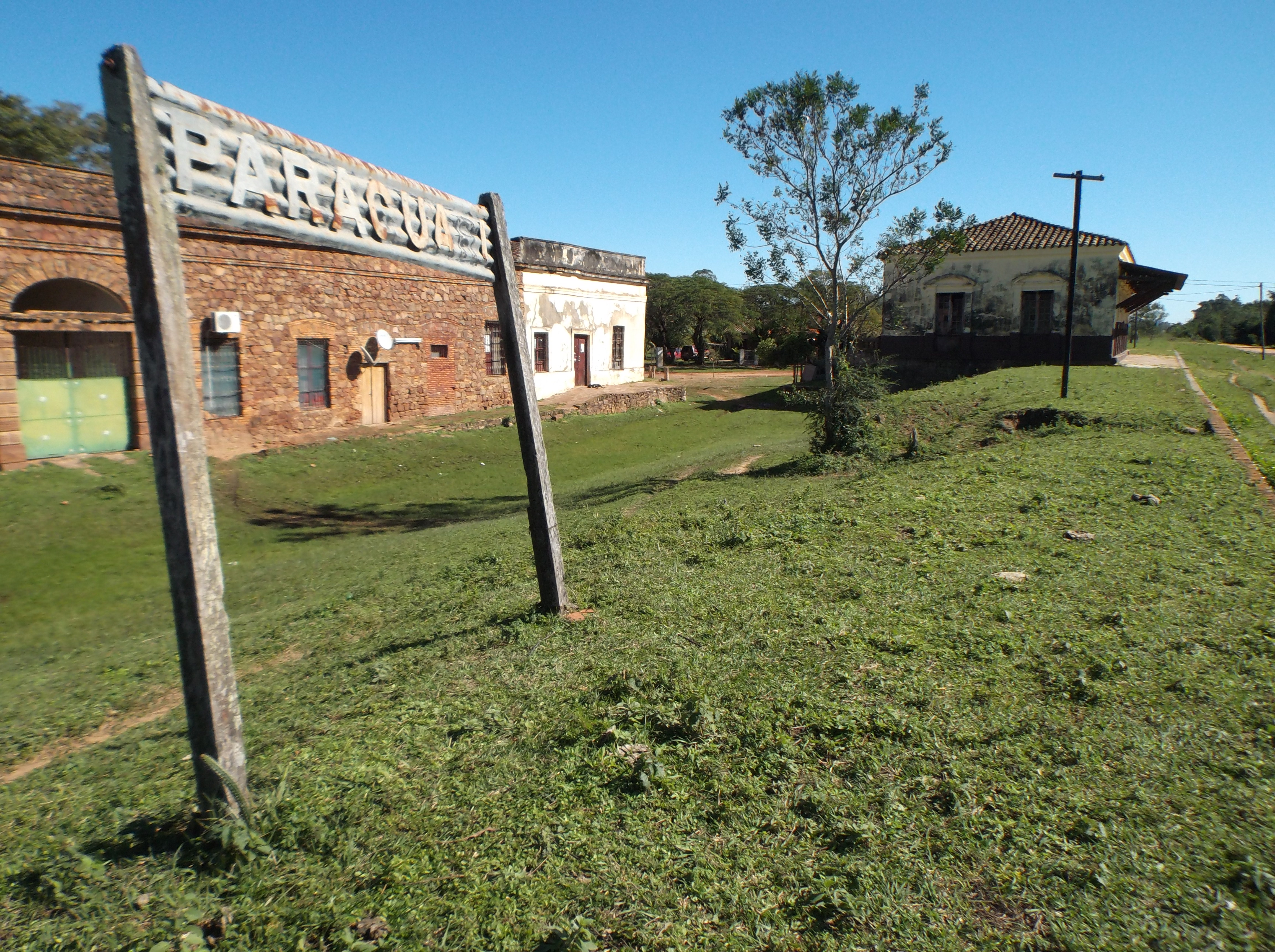
Antigua estación ferroviaria de Paraguarí, del Ferrocarril Carlos Antonio López.

En el verano, la temperatura máxima alcanzada es de 39 °C y la mínima, en el invierno es de 2 °C. La temperatura media anual es de 21 °C.

## Medios de comunicación y vías
Antiguamente, la principal vía de comunicación era el Ferrocarril Carlos Antonio López y la ruta I, Mariscal López que posee ramales que se extienden hacia las ciudades de Piribebuy, Carapeguá-Ybycuí, Caapucú-Mbuyapey y Mbuyapey-Ybycu’i. Actualmente, el ferrocarril ha dejado de funcionar. Paraguarí posee pistas de aterrizaje para máquinas aéreas pequeñas.
En cuanto a los medios de comunicación radial, existen emisoras de Amplitud Modulada, como ser Radio 1000; y en Frecuencia Modulada, entre las cuales cabe citar algunas emisoras por municipios; en Yaguarón: Radio Yaguarón F.M. 96.1 (C.C.Y.), Emerenciana F.M. 104.1, Radio Yaguarón Poty F.M. 87.9. En Paraguarí: Radio Paraguarí F.M. 96.9; Radio 10 F.M. 106.7; Radio Express F.M. 98.9; Mi Favorita F.M. 105.5; Radio Conexión F.M. 101.5; Radio Santo Tomás F.M. 99.3. En Carapeguá: Radio Panamericana F.M. 93.5; Radio Carapeguá F.M. 90.5, Radio Diferente F.M. 91.9; Radio Global F.M. 107.9 y Radio Mágica F.M. 91.7. En La Colmena: Radio Colmenar F.M. 92.5 y Radio Comunitaria. En Tebicuarymí, Radio Cañaveral F.M. 96.1. En Ybycuí: Radio La Paz F.M. 93.3; Radio Ybycuí F.M. 103.3; Radio Rosedal F.M. 90.1 y Radio Amistad. En Quiindy: Radio Quiindy F.M. 104.7 y Radio Manantial F.M. 96.1.
En cuanto a prensa escrita, el 15 de agosto de 2011 salió el primer periódico departamental con el nombre Paraguari.Web que luego se llamó Quincenario La Región, integrante de Cadena Comunicación Yaguarón, aunque este periódico pronto desapareció por falta de apoyo.

## Economía
Este departamento es rico en producción ganadera. Sus habitantes se dedican principalmente a la cría de ganado vacuno y porcino, en menor escala se cría ganado ovino, equino y caprino.
También la producción avícola ocupa un lugar importante en la producción, se crían gallinas, gansos, pavos y guineas.
La producción agrícola ocupa un lugar menos importante y se orienta principalmente al abastecimiento propio de sus habitantes. El departamento posee cultivos de arroz, maíz, cebolla, naranjo dulce, banano, batata, naranjo agrio, poroto, tomate, piña, pomelo, vid, arveja y papa.
Las industrias que se encuentran en Paraguarí son: ingenio azucarero, hilanderías de algodón, industrias lácteas, destilerías de caña y de alcohol carburante.
Entre las artesanías, Carapeguá se destaca con la producción de un tejido llamado poyvi, también se produce ao po’í, encaje jú, hamaca y otros.

## Turismo

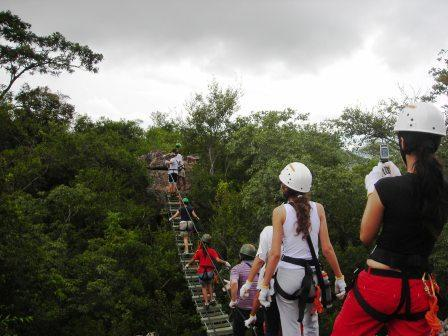
Eco reserva Mbatovi.

Este departamento tiene lugares muy interesantes marcados por una larga historia. El templo de Yaguarón cuyo altar fuera tallado a mano por los indígenas en el año 1775.
Su naturaleza es muy amplia y posee atractivos como el Lago Ypoá y sus afluentes, los numerosos cerros que permiten la realización de turismo de aventura, entre ellos el cerro Yaguarón ubicado a 180 m s. n. m. Este cerro tiene la peculiaridad de estar marcado por huellas impresas en sus rocas. La creencia popular atribuye las pisadas a Santo Tomás en su paso por esas tierras. 
También se encuentra el cerro Acahay con 672 metros que fue declarado monumento natural y está constituido por un antiguo volcán apagado.
La Eco Reserva Mbatoví está situada en este departamento. Este espacio tiene programas de turismo aventura y está ubicado al pie del cerro del mismo nombre.
El museo Dr. Gaspar Rodríguez de Francia tiene una interesante exposición de objetos que pertenecían al prócer.

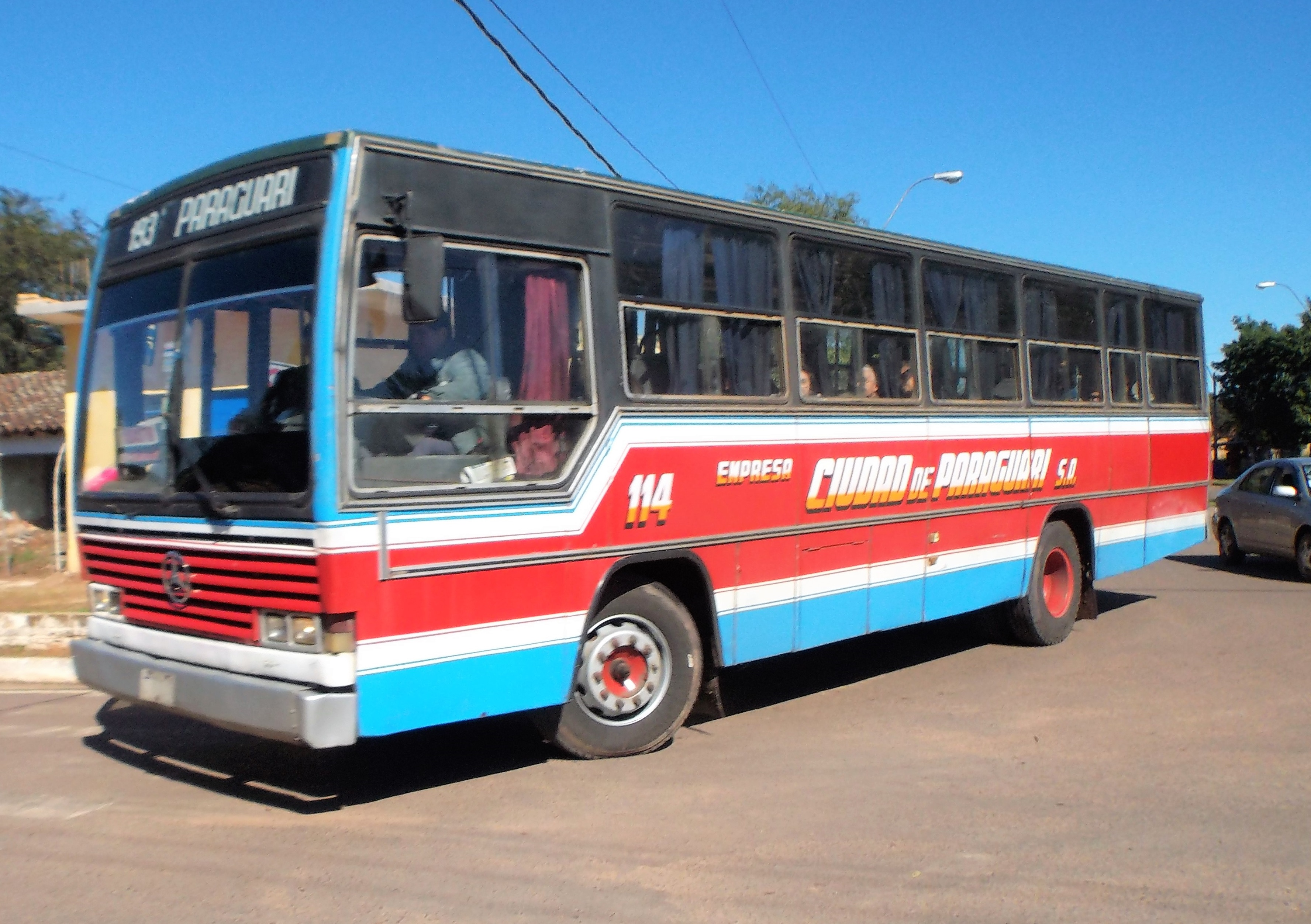
Colectivo de la empresa "Ciudad de Paraguarí", a su paso por la Ruta Nacional 1.

## Cómo llegar
Partiendo de la capital del país, Asunción, se debe tomar la Ruta I Mariscal López, a la altura del "km 51" aproximadamente está ubicada la ciudad de Yaguarón. La capital de departamento, Paraguarí, está ubicada a la altura del "km 66".
Desde Asunción, numerosos medios de transporte público parten de la principal Terminal de ómnibus con rumbo a la capital del departamento de Paraguarí con un costo accesible.